# Billaea sibleyi
Billaea sibleyi là một loài ruồi trong họ Tachinidae.